# 10 cm Nebelwerfer 40
Le 10-cm Nebelwerfer 40 est un mortier lourd allemand de la Seconde Guerre mondiale. Son nom signifie lanceur de brouillard ou lance-fumée, mais il pouvait projeter des munitions explosives, de calibre 105 mm. Dérivé des prototypes Nebelwerfer 51 et 52, il remplace plus efficacement les 10-cm Nebelwerfer 35. Le chargement des munitions est innovant est diffère des mortiers classiques : chargé par la culasse, l'obus est tiré en actionnant un levier-gâchette et le tube recule à la manière d'un canon classique, en étant retenu par deux cylindres hydropneumatiques. Les roues et l'affût ne se démontent pas. Son déploiement, essentiellement au sein des unités du génie, a été bien moindre que celui des mortiers classiques, Granatwerfer 34 ou s.Granatwerfer 42.

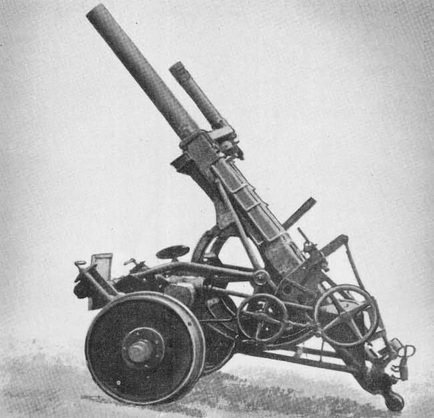
Sur ce cliché américain de 1945, le Nebelwerfer 40 ne comporte ni carénage d'affût, ni embase. Les pneumatiques sont également absents.